# Diagrama de pedigrí

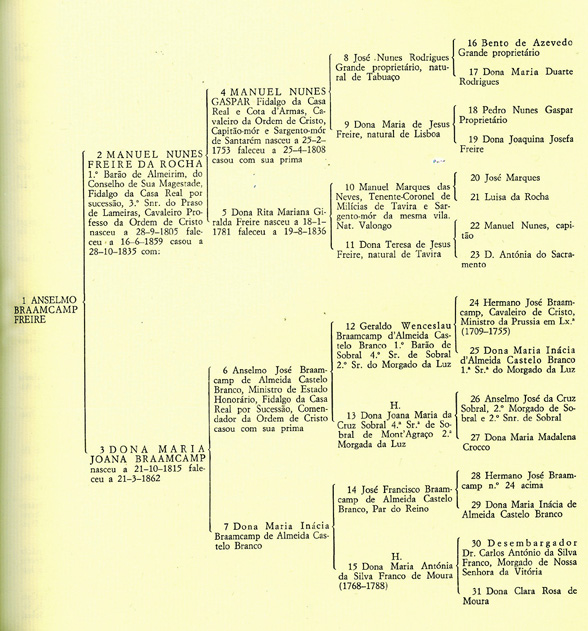
Exemple de diagrama de pedigrí usant el sistema Ahnentafel

Un Diagrama de pedigrí, en anglès pedigree chart, és un diagrama d'un arbre genealògic que mostra l'ocurrència i l'aparença o fenotips d'un gen o un organisme particular i els seus avantpassats des d'una generació a la següent. És a dir, és un diagrama que comunica tots els fenotips coneguts per a un organisme i els seus avantpassats. De manera comuna es fa servir en el cas de gossos, gats i cavalls de carreres, però també es fa servir en els humans..
La paraula catalana pedigrí prové de l'idioma anglès, “pedigree” que al seu torn és una corrupció de l'idioma francès "pied de grue" o peu de grua (ocell del grup dels grúids), pel motiu que en aquest diagrama la representació de la descendència se sembla a les potes primes i dits fins de les grues.
Les relacions en un pedigrí es mostren com una sèrie de línies. Els pares estan connectats per una línia horitzontal i una línia vertical que condueix a la seva descendència..

## Propietats
En els diagrames de pedigrí es fan servir símbols estandarditzats. Els símbols quadrats representen els mascles i els cercles les femelles. Si es desconeix el sexe es fa servir un símbol de diamant. Algú identificat amb el fenotip en qüestió es representa per un símbol enfosquit. Els heterozigots es representen per un símbol amb un punt d'ombra dins d'un símbol o un símbol a mig omplir.
Les relacions de parentiu en un diagrama de pedigrí es mostren com sèries de línies. Els progenitors estan connectats per línia horitzontal i la línia vertical condueix a la seva descendència entre els descendents l'ordre de naixement és d'esquerra a dreta. Si la descendència es tracta de bessons aleshoress estaran connectats mitjançant un triangle. Si un descendent mor, llavors el seu símbol serà travessat per una línia. Si la descendència encara està naixent o s'avorta estarà representat per un petit triangle 
Cada generació s'identifica per nombres romans (I, II, III, i successivament), i cada individu dins la mateixa generació s'identifica per nombres àrabs (1, 2, 3, i successivament). Analitzant el pedigrí segons els principis de l'herència Mendeliana pot determinar si una característica té un patró d'herència dominant o recessiu. Sovint es construeix un pedigrí quan un membre de la família resulta afectat per un trastorn genètic. Aquest individu, conegut com el provant (proband), està indicat dins el pedigrí amb una fletxa.

## En ús humà
A Anglaterra i Gal·les els pedigrís es registren oficialment en el College of Arms, que té registres des de l'Edat Mitjana. Això es fa per a regular i registrar l'ús dels escuts (coats of arms).
Hi ha pedigrís accessibles al públic en general com els del Burke's Peerage i Landed Gentry de Burke al Regne Unit i l'Almanach de Gotha a l'Europa continental.
Es fan servir per detectar la probabilitat de malalties genètiques abans del naixement o per evitar el naixement.
Alguns exemples de trets dominants inclouen: la calvície (masculina), l'astigmatisme, i el nanisme. Entre els trets recessius s'inclouen: els ulls petits la pilositat corporal i la baixa estatura.

## En la ramaderia

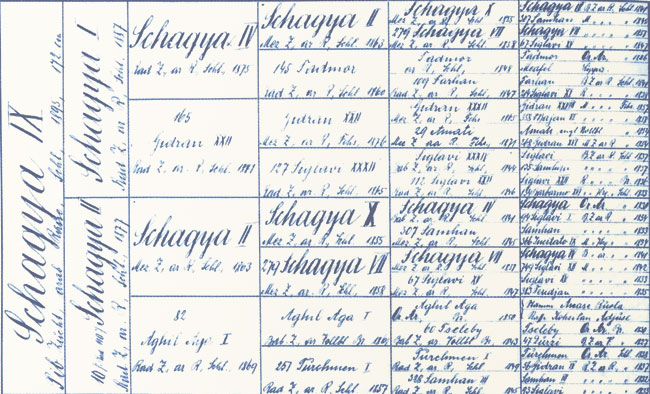
Pedigrí del cavall Shagya IX nascut el 1895

En la pràctica de la cria selectiva d'animals, incloent els cavalls, els diagrames de pedigrí es fan servir per als programes de cria amb incorporació de característiques desitjables.